# Чирисан (сериал)
«Чирисан» (кор. 지리산, Jirisan; англ. Jirisan) — южнокорейский телесериал (дорама) с Чон Джихён и Чу Джихуном. Название сериала отсылает к горе Чирисан, располагающейся в Южной Корее. Премьера состоялась на канале tvN с 23 октября по 12 декабря 2021 года и транслировалась каждую субботу и воскресенье в 21:00 по корейскому времени. Также сериал доступен на платформе IQIYI по всему миру, а также на Viki (стриминговый сервис) и Netflix в некоторых регионах.

## Сюжет
Сериал повествует о рейнджерах и сотрудника национального парка Чирисан, которые сталкиваются с мистическими силами.

## В ролях

### Основной состав
- Чон Джихён — Со Икан (кор. 서이강)
  - Ким Доён[англ.] — Со Икан в молодости
  - Кан Джиу — Со Икан в детстве
- Чу Джихун — Кан Хёнджо (кор. 강현조)

### Второстепенный состав
- О Джонсе[англ.] — Чон Гуён
- Го Минси — Ли Давон[3]
- Чу Мингён[англ.] — Ли Янсун[3]
- Чо Ханчхоль[англ.] — Пак Ильхэ[3]
- Ли Гасоп[англ.] — Ким Соль

Волонтер парка.

### Приглашённые актёры
- Пак Хванхи[англ.] — Хивон[4]
- Ким Минхо — Ким Кичан[5]
- Со Хёвон[англ.] — Хон Ёнми
- Йе Суджон[англ.] — Гымри
- Нам Гиэ[англ.] — Ли Хёнсук

Мать Кан Хёнджо.
- Ким Капсу[англ.] — Кан Охён

Отец Кан Хёнджо.
- Ли Сунбин[англ.] — Кан Сына

Сестра Кан Хёнджо.
- Рю Сынрён[англ.] — рассказчик

## Рейтинги
| № серии | Дата показа     | AGB Nielsen  | AGB Nielsen |
| № серии | Дата показа     | Национальный | Сеул        |
| ------- | --------------- | ------------ | ----------- |
| 1       | 23 октября 2021 | 9.097 %      | 9.671 %     |
| 2       | 24 октября 2021 | 10.663 %     | 12.226 %    |
| 3       | 30 октября 2021 | 7.850 %      | 8.141 %     |
| 4       | 31 октября 2021 | 9.384 %      | 10.348 %    |
| 5       | 6 ноября 2021   | 7.966 %      | 8.055 %     |
| 6       | 7 ноября 2021   | 8.922 %      | 19.507 %    |
| 7       | 13 ноября 2021  | 7.870 %      | 8.476 %     |
| 8       | 14 ноября 2021  | 7.908 %      | 9.076 %     |
| 9       | 20 ноября 2021  | 7.762 %      | 8.467 %     |
| 10      | 21 ноября 2021  | 8.261 %      | 9.054 %     |
| 11      | 27 ноября 2021  | 7.562 %      | 8.009 %     |
| 12      | 28 ноября 2021  | 8.105 %      | 8.656 %     |
| 13      | 4 декабря 2021  | 7.741 %      | 8.978 %     |
| 14      | 5 декабря 2021  | 8.212 %      | 8.626 %     |
| 15      | 11 декабря 2021 | 7.636 %      | 8.243 %     |
| 16      | 12 декабря 2021 | 9.225 %      | 10.114 %    |